# Monaeses nigritus
Monaeses nigritus es una especie de araña cangrejo del género Monaeses, familia Thomisidae. Fue descrita científicamente por Simon en 1909.

## Distribución
Esta especie se encuentra en Vietnam.